# خزباء
خزباء أو الخلوروبس (الاسم العلمي: chlorops)، جنس حشرات من الذباب وفصيلة الخزبائيات. أنواعه عديدة. ذبابة من ذوات الجناحين صغيرة القد لونها إلى الصفرة المؤذرة بالأسمر. عيناها إلى الخضار اللامع. حلقتها الصدرية الثانية سوداء. أنواعها نحو ٦٠ منتشرة في جميع الأصقاع المعتدلة الحرارة. أناثها تمتح مكنها في أصول النجيليات وغيرها من النباتات الزراعية والبرية فينقف عن يرقات تنخر السوق وتعيش داخلها.